# Yoameth Murillo
Yoameth Murillo (Ciudad de Panamá, Panamá, 7 de noviembre de 2001) es un futbolista panameño que juega como delantero en el Potros del Este de la Primera División de Panamá.

## Trayectoria

### Potros del Este
Se formó en las categorías inferiores de los Potros del Este y su debut profesional fue el 26 de octubre de 2018 en la victoria 2 a 1 contra el Sporting SM en el Estadio Rommel Fernández Gutiérrez siendo titular jugando hasta al minuto 58. Fue subcampeón del Torneo Apertura 2018 en donde jugó 3 partidos, Salió campeón con el club del Torneo de Copa 2018-2019. En el Torneo Clausura 2020 jugó 7 partidos llegando hasta semifinales, en el Torneo Apertura 2021 jugó 17 partidos llegando hasta los playoff, en el Torneo Clausura 2021 jugó 13 partidos y anotó 2 goles, en el Torneo Apertura 2022 jugó 15 partidos y anotó 4 goles, en el Torneo Clausura 2022 jugó 15 partidos y anotó 7 goles.

### Antigua GFC
El 6 de enero de 2023 fue anunciado su cesión del Antigua GFC. Debutó con el club el 21 de enero de 2023 en la derrota 0 a 1 contra el Deportivo Malacateco en el Estadio Pensativo siendo suplente entrando al minuto 67 por José Mena Alfaro. Fue subcampeón del Torneo Clausura 2023 en donde jugó 23 partidos.

### Potros del Este
El 25 de junio de 2023 fue anunciado su regreso a los Potros del Este. Disputó su primer partido tras su regreso el 29 de julio de 2023 en la derrota 2 a 1 contra el Tauro FC en el Estadio Rommel Fernández siendo titular jugando hasta el minuto 83. En el Torneo Clausura 2023 jugó 14 partidos y anotó 1 gol.

## Selección nacional

### Categorías inferiores
El 23 de mayo de 2022, fue llamado a la selección sub-21 de Panamá para disputar el Torneo Maurice Revello celebrado en Francia en donde jugó 2 partidos.

### Participaciones en selección nacional
| Copa                        | Categoría | Sede    | Resultado | Partidos | Goles |
| --------------------------- | --------- | ------- | --------- | -------- | ----- |
| Torneo Maurice Revello 2022 | Sub-21    | Francia | 7.º lugar | 2        | 0     |

## Clubes
| Club               | País      | Año             |
| ------------------ | --------- | --------------- |
| Costa del Este FC  | Panamá    | 2018 - 2021     |
| Deportivo del Este | Panamá    | 2021            |
| Potros del Este    | Panamá    | 2022            |
| Antigua GFC        | Guatemala | 2023            |
| Potros del Este    | Panamá    | 2023 - presente |

## Palmarés

### Títulos nacionales
| Título         | Club            | País   | Año     |
| -------------- | --------------- | ------ | ------- |
| Torneo de Copa | Potros del Este | Panamá | 2018-19 |